# Untermensch

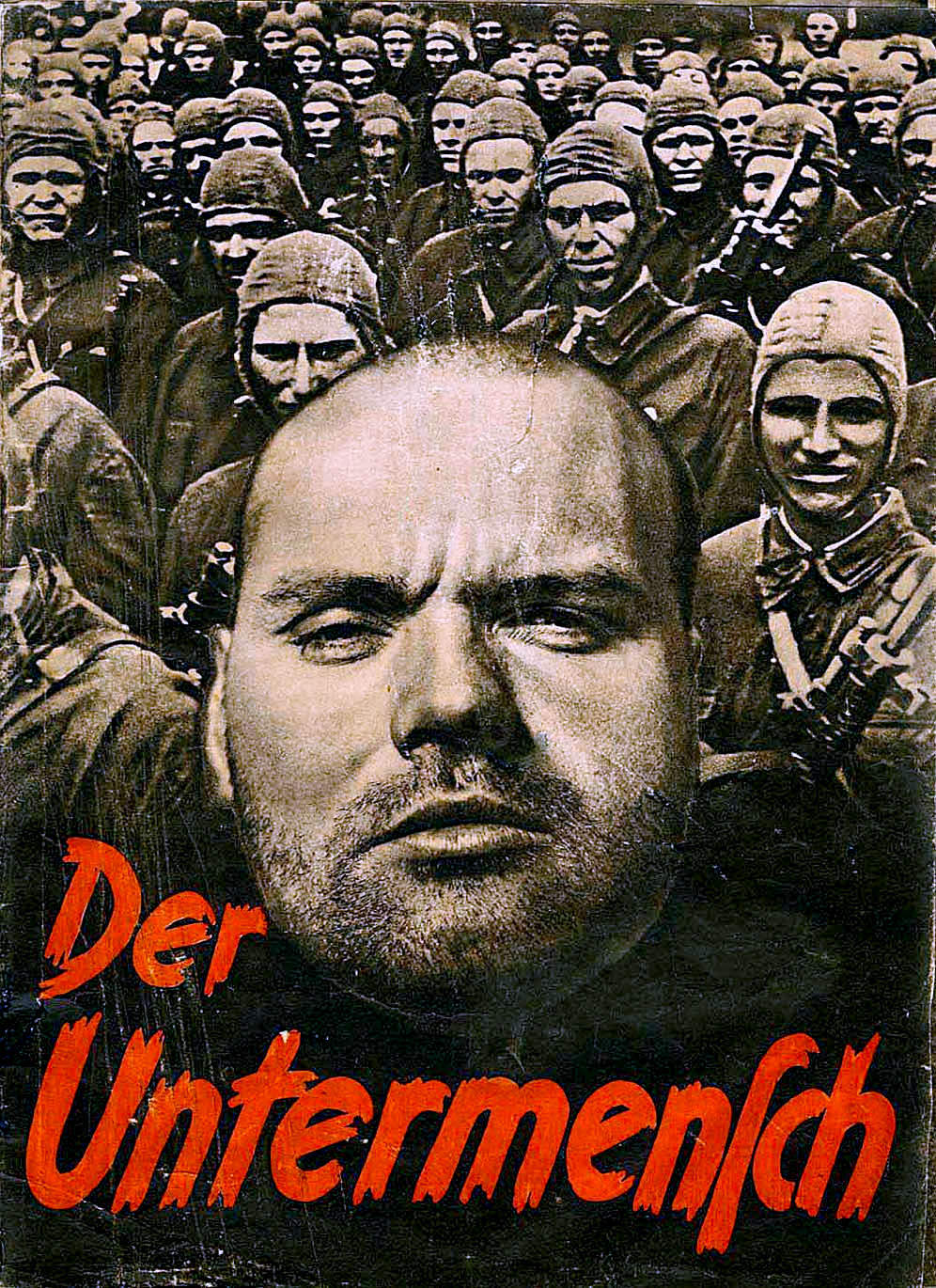
Okładka hitlerowskiej ulotki propagandowej „Der Untermensch” („Podczłowiek”), 1942

Untermensch (z niem. „podczłowiek”, mn. Untermenschen) – rasistowskie określenie używane w propagandzie nazistowskich Niemiec w stosunku do Żydów, Cyganów, Polaków, Serbów, Rosjan i innych narodów słowiańskich, jak i do przedstawicieli innych grup etnicznych uznawanych przez nazistów za „niearyjskie” (niegermańskie), oraz do ludzi niepełnosprawnych fizycznie, bądź umysłowo.
Odebranie ziemi podludziom miało według nazistów pozwolić „nadludziom” (niem. Übermensch), czyli Niemcom, na uzyskanie Lebensraumu (niem. przestrzeni życiowej). W nowym „aryjskim” społeczeństwie podludzie mieli wykonywać uciążliwe prace jako niewolnicy służący „rasie panów”. Zgodnie z propagandą, „nadludzi” w stosunku do „podludzi” nie obowiązywały zasady etyczne.

## Nadczłowiek
Pierwszy raz w niemieckiej literaturze określenie „Untermensch” pojawiło się w powieści Jean Paula z roku 1795 w odniesieniu do orangutana. Filozof Fryderyk Nietzsche ukuł w niemieckiej kulturze określenie nadczłowiek, które miało się odnosić do wybitnych jednostek, a nie do przedstawicieli konkretnych grup etnicznych czy rasowych.

## Podludzie według Lothropa Stoddarda
Określenie podczłowiek pierwszy raz w kontekście etnicznym pojawiło się w książce amerykańskiego pisarza Lothropa Stoddarda z roku 1922 pod tytułem Bunt przeciw cywilizacji: Zagrożenie ze strony podczłowieka. W publikacji nie ma wyraźnego odniesienia terminu „podczłowiek” jako przeciwieństwa nadczłowieka opisywanego przez Nietzschego. W książce pojawia się krytyczne odniesienie do dzieła niemieckiego filozofa. Nadczłowiek (Superman) to "Nie „nadczłowiek” Nietzschego – ta genialna, ale złowroga wizja kasty panów, kwitnącej jak wspaniała, lecz pasożytnicza orchidea na gnijącym pniu służalczej degradacji, ale superrasa, samooczyszczająca się przez eliminację własnych wad i rozwijająca przez kultywowanie swych wartości"(str. 262).
Książka Stoddarda odnosiła się do rewolucji bolszewickiej w Rosji. Według autora bolszewicy byli „najbardziej zdegenerowaną” grupą, która zdobyła władzę. Według niego rewolucjoniści łączyli w sobie gorsze cechy rasowe charakterystyczne dla wszystkich Słowian z ideologią żerującą na najniższych instynktach, jak zazdrość wobec osób bardziej utalentowanych i zamożnych. Według Stoddarda znaczną część aparatu partii komunistycznej stanowili kryminaliści. Określenie „podczłowiek” amerykański rasista ukuł, aby podkreślić wszystkie negatywne cechy skupione jego zdaniem w przywódcach bolszewickiej rewolucji. Według Stoddarda wojna domowa w Rosji była początkiem zderzenia cywilizowanych narodów z „masami ze wschodu”. Aby biała rasa mogła wygrać tę konfrontację, jego zdaniem, powinna porzucić liberalne idee i zastosować zasady eugeniki.
Książka Stoddarda w roku 1925 została wydana pod niemieckim tytułem Der Kulturumsturz: Die Drohung des Untermenschen. Przedstawiciele rodzącego się ruchu narodowosocjalistycznego znali publikację Stoddarda.

## Podludzie wpropagandzie nazistowskiej
Alfred Rosenberg opublikował broszurkę Mit XX wieku, w której stwierdził, że rosyjscy komuniści są rodzajem istoty ludzkiej, którą Lothrop Stoddard nazwał podczłowiekiem [„...den Lothrop Stoddard als ‘Untermenschen’ bezeichnete.”]. Rosenberg posługuje się definicją Stoddarda.

Podczłowiek: Człowiek, którego zdolność do nauki i przyjmowania wzorców narzuconych przez porządek społeczny nie mieści się w normach przyjętych dla tej społeczności.

W latach 30. wraz z narastającą nagonką nazistów przeciw Żydom, określenie „Untermensch” stało się jednym z elementów antysemickiej propagandy. W broszurce z roku 1935 Heinrich Himmler określił Żydów jako podludzi.
W innej ulotce z roku 1936 określenie podludzie zostało przez Himmlera użyte w stosunku do przywódców bolszewickiej rewolucji.

Musimy zadbać, aby nigdy znowu w Niemczech, sercu Europy, bolszewicko-żydowska rewolucja podludzi nie mogła rozgorzeć na nowo zarówno z wewnątrz, jak i poprzez emisariuszy z zagranicy.

W roku 1941, kiedy III Rzesza rozpoczęła atak na ZSRR, określenie podludzie stało się częścią wojennej propagandy. Kolejna broszurka pod tytułem „Der Untermensch” autorstwa Himmlera stanowi przykład stosowania terminu „Untermensch” wobec Słowian.

## Generalny Plan Wschodni
Uznanie Słowian za podludzi pozwalało nazistom na uzasadnienie masowych przesiedleń oraz ludobójstwa wobec sąsiadów Niemiec, których kosztem „nadludzie” mieliby zdobyć Lebensraum („przestrzeń życiową”). Praktyczną realizację takich założeń miał stanowić Generalny Plan Wschodni, który zakładał wymordowanie ponad 50 milionów „podludzi”. Naziści planowali eksterminację wszystkich Żydów oraz 51 mln Słowian (w tym 80–85% Polaków, 50% Czechów i Morawian, 65% Ukraińców i 75% Białorusinów, a także bliżej nieokreśloną liczbę Rosjan i Tatarów Krymskich). Plan miał zostać zrealizowany w ciągu trzydziestu lat. W praktyce eksterminacja rozpoczęła się od Żydów, których wymordowano ponad 6 mln w obozach śmierci. Największe zaplanowane mordy na Polakach miały miejsce na obszarach II RP włączonych do III Rzeszy oraz na Zamojszczyźnie, wchodzącej w skład Generalnego Gubernatorstwa.